# 1,2-苯醌
1,2-苯醌（英語：1,2-benzoquinone）又称鄰苯醌（ortho-benzoquinone，o-benzoquinone，ortho-quinone），属有机化合物苯醌的异构体，化学式C6H4O2。一般条件下为紅色固體，可溶于水、苯、乙醚等。其化学性质活泼，故很少单独存在；但可用于合成多种衍生物，因而对有机合成很是重要。水果的褐變產物有部分是鄰苯醌。

## 结构
分子呈C2v对称。X射线晶体学显示，该分子中双键均为定域双键，六元环中C-C键长短不一。C=O键长1.21 Å，为酮的特征。

## 制取
可以由邻苯二酚、邻苯二胺或邻氨基苯酚氧化制备。也可由苯酚被IBX邻位氧化得到。
一种门多萨假单胞菌（Pseudomonas mendocina,属革兰氏阴性菌）可代谢苯甲酸，经邻苯二酚合成邻苯醌。